# Black Leopards Football Club
Maillots
Dernière mise à jour : 11 décembre 2020.
Le Black Leopards Football Club est un club de football sud-africain basé à Thohoyandou.

## Dates importantes
- 1983 : fondation du club sous le nom de Sibasa Black Leopards après acquisition du statut de Tshipako Black Leopards
- 1998 : renommé Black Leopards FC
- 2001 : promotion en première division pour la première fois
- 2008 : relégation en deuxième division
- 2011 : promotion en première division
- 2013 : relégation en deuxième division
- 2018 : promotion en première division

## Palmarès
- Championnat d'Afrique du Sud de D2
  - Champion : 2000-2001
  - Vice-champion : 2013-2014, 2016-2017, 2017-2018
- Coupe d'Afrique du Sud
  - Finaliste : 2010-2011

## Personnalités du club

### Historique des entraîneurs
Les différents tableaux ci-dessous établissent la liste des différents entraineurs passés sous les couleurs du Black Leopards FC depuis la création du club.
| Rang | Nom                  | Période               |
| ---- | -------------------- | --------------------- |
| 1    | Milo Bjelica         | 1999                  |
| 2    | Jacob Sakala         |                       |
| 3    | Jan Simulambo        | 2000 - juin 2001      |
| 4    | Gavin Hunt           | jui. 2001 - juin 2002 |
| 5    | Arnaldo Salvado      | 2002                  |
| 6    | Walter Rautmann      | 2003 - fév. 2004      |
| 7    | Ephraim Mashaba      | fév. 2004 - juin 2004 |
| 8    | Ramadhan Nsanzurwimo | jui. 2004 - juin 2005 |
| 9    | Jean-Yves Kerjean    | jui. 2005 - avr. 2006 |
| 10   | Boebie Solomons      | avr. 2006 - juin 2006 |
| 11   | Bibey Mutombo        | jui. 2006 - oct. 2006 |
| 12   | Mlungisi Ngubane     | nov. 2006 - jan. 2007 |
| 13   | Hans-Dieter Schmidt  | jan. 2007 - juin 2007 |
| 14   | Boebie Solomons      | jui. 2007 - mars 2008 |

| Rang | Nom                | Période               |
| ---- | ------------------ | --------------------- |
| 15   | Joel Masutha       | mars 2008             |
| 16   | Augustine Eguavoen | mars 2008             |
| 17   | Sheppard Murape    | mars 2008 - juin 2008 |
| 18   | Joel Masutha       | juin 2008 - juin 2009 |
| 19   | Mario Marinica     | juin 2009 - juin 2010 |
| 20   | Vladislav Heric    | juin 2010 - oct. 2010 |
| 21   | Sunday Chidzambwa  | oct. 2010 - oct. 2011 |
| 22   | Vladislav Heric    | oct. 2011 - mai 2012  |
| 23   | Sunday Chidzambwa  | mai 2012 - oct. 2012  |
| 24   | Ian Palmer         | oct. 2012 - déc. 2012 |
| 25   | Abel Makhubela     | jan. 2013 - juin 2013 |

| Rang | Nom                    | Période               |
| ---- | ---------------------- | --------------------- |
| 26   | Kostadin Papic         | août 2013 - mai 2014  |
| 27   | Zeca Marques           | juin 2014 - jui. 2014 |
| 28   | Sean Connor            | jui. 2014 - sep. 2014 |
| 29   | Joel Masutha           | sep. 2014 - nov. 2014 |
| 30   | Mark Harrison          | nov. 2014 - jan. 2015 |
| 31   | Zeca Marques           | jan. 2015 - juin 2015 |
| 32   | David Bright           | août 2015 - oct. 2015 |
| 33   | Kostadin Papic         | nov. 2015 - mars 2016 |
| 34   | Sello Chokoe           | mars 2016 - nov. 2016 |
| 35   | Jean-Francois Losciuto | nov. 2016 - nov. 2017 |
| 36   | Ivan Minnaert          | nov. 2017 - déc. 2017 |

| Rang | Nom             | Période               |
| ---- | --------------- | --------------------- |
| 37   | Joel Masutha    | déc. 2017 - nov. 2018 |
| 38   | Dylan Kerr      | nov. 2018 - juin 2019 |
| 39   | Lionel Soccoïa  | jui. 2019 - sep. 2019 |
| 40   | Morgan Shivambu | sep. 2019             |
| 41   | Luc Eymael      | sep. 2019 - déc. 2019 |
| 42   | Cavin Johnson   | déc. 2019 - jan. 2020 |
| 43   | Allan Clark     | jan. 2020 - jui. 2020 |
| 44   | Morgan Shivambu | jui. 2020 - oct. 2020 |
| 45   | Patrick Aussems | oct. 2020 - nov. 2020 |
| 46   | Dylan Kerr      | depuis nov. 2020      |

### Joueurs emblématiques
| Rang | Nom                 | Buts | Matchs | Carrière au club        |
| ---- | ------------------- | ---- | ------ | ----------------------- |
| 1    | Mwape Musonda       | 50   | 107    | 2016 - 2020             |
| 2    | Mulondo Sikhwivhilu | 44   | ?      | ? - 2009                |
| 3    | Robert Ng’ambi      | 22   | 148    | 2005 - 2011 2019 - 2020 |
| 4    | Rodney Ramagalela   | 14   | 53     | 2009 - 2013 2020 -      |
| 5    | Myron Shongwe       | 12   | 42     | 2007 - 2008             |

| Rang | Nom                      | Matchs | Carrière au club        |
| ---- | ------------------------ | ------ | ----------------------- |
| 1    | Jean Munganga            | 166    | 2012 - 2019             |
| 2    | Christopher Netshidzivhe | 163    | 2007 - 2010             |
| 3    | Robert Ng’ambi           | 148    | 2005 - 2011 2019 - 2020 |
| 4    | Nando                    | 128    | 2002 - 2007             |
| 5    | Marks Munyai             | 119    | 2013 - 2019             |

#### Anciens joueurs notables
- Davi Banda
- Sibusiso Dlamini
- Quinton Jacobs
- Allan Kamanga
- Hlompho Kekana
- Nono Lubanzadio Mayasisilua
- Samuel Mabunda
- Cuthbert Malajila
- Thabo Matlaba
- Athiel Mbaha
- William Mokoena
- Peter Mponda
- Robert Ng’ambi
- Maleagi Ngarizemo
- Mogakolodi Ngele
- Kingston Nkhatha
- Siphelele Ntshangase
- Harry Nyirenda
- Myron Shongwe
- Ephraim Tjihonge
- Hartman Toromba
- Benedict Vilakazi

## Effectif professionnel actuel
Le tableau liste l'effectif professionnel du Black Leopards FC pour la saison 2020-2021.